# Hertog van Queensberry

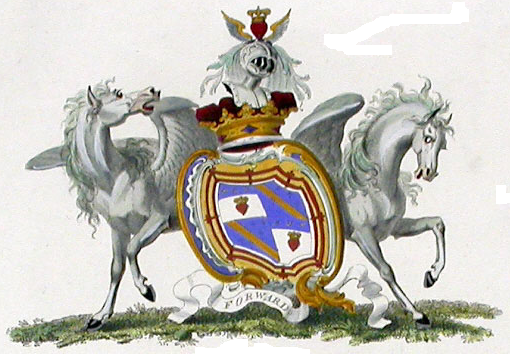
Wapen van de hertog van Queensberry

Hertog van Queensberry (Engels: Duke of Queensberry) is een Schotse adellijke titel. Vanaf de vijfde hertog werd de titel gecombineerd met die van hertog van Buccleuch. De zetel van de familie is Drumlanrig Castle
De titel hertog van Queensberry werd gecreëerd in 1684 door Karel II voor William Douglas, 1e markies van Queensberry. 

## Hertog van Queensberry(1684)
- William Douglas, 1e hertog van Queensberry (1684–1695)
- James Douglas, 2e hertog van Queensberry (1695–1711)
- Charles Douglas, 3e hertog van Queensberry (1711–1778)
- William Douglas, 4e hertog van Queensberry (1778–1810)
- Henry Scott, 5e hertog van Queensberry (1810–1812)
- Charles William Henry Montagu-Scott, 6e hertog van Queensberry (1812–1819)
- Walter Francis Montagu Douglas Scott, 7e hertog van Queensberry (1819–1884)
- William Henry Walter Montagu Douglas Scott, 8e hertog van Queensberry (1884–1914)
- John Charles Montagu Douglas Scott, 9e hertog van Queensberry (1914–1935)
- Walter John Montagu Douglas Scott, 10e hertog van Queensberry (1935–1973)
- Walter Francis John Montagu Douglas Scott, 11e hertog van Queensberry (1973–2007)
- William Douglas, 1e hertog van Queensberry (2007–heden)